# Lecanophora jarae
Lecanophora jarae är en malvaväxtart som först beskrevs av R. Phil., och fick sitt nu gällande namn av Antonio Krapovickas. Lecanophora jarae ingår i släktet Lecanophora och familjen malvaväxter. Inga underarter finns listade i Catalogue of Life.